# Staatliche Handelsschule mit Wirtschaftsgymnasium Weidenstieg
Das Wirtschaftsgymnasium Weidenstieg war eine berufsbildende Schule in Hamburg-Eimsbüttel. Die Schule bestand aus einem Wirtschaftsgymnasium und der Berufsschule für Bankkaufleute. Am Wirtschaftsgymnasium konnten die Schüler das allgemein bildende Abitur mit Schwerpunkt Wirtschaft erreichen. Die Berufsschule war dualer Partner in der Berufsausbildung.

## Geschichte
Die Schule wurde 1937 als Berufsschule für angehende Bankkaufleute, Versicherungskaufleute, Verkehrskaufleute und Industriekaufleute gegründet. Im Sommer 1938 bezog die Schule ihr Stammgebäude in der Straße Weidenstieg in Hamburg-Eimsbüttel. Nach einer Aufteilung über das Hamburger Stadtgebiet während des Zweiten Weltkrieges kehrte die Schule 1952 in ihr Stammgebäude zurück. Eine Handelsschule und weitere Ausbildungsberufe kamen hinzu. 1953 wurde das heute noch bestehende Wirtschaftsgymnasium als „Wirtschaftsoberschule am Weidenstieg“ gegründet. Nach der Neuaufteilung der beruflichen Schulen Hamburgs verblieben ausschließlich die angehenden Bankkaufleute und die Wirtschaftsgymnasiasten an der Schule. Die Schule erhielt ihren heutigen Namen „Wirtschaftsgymnasium Weidenstieg“. 1982 wurde die Berufsschule für Bankkaufleute um die Dependance in der Schwenckestraße in Hamburg-Eimsbüttel erweitert. 2006 bezog das Wirtschaftsgymnasium ein Gebäude in der Telemannstraße in Hamburg-Eimsbüttel, ca. 250 Meter von der Dependance Schwenckestraße entfernt.
2015 zog die Schule in einen Neubau im Stadtteil St. Pauli. Zum Schuljahresbeginn 2015/2016 fusionierte sie mit dem Wirtschaftsgymnasium St. Pauli und der Staatlichen Handelsschule mit Wirtschaftsgymnasium Kieler Straße zur Beruflichen Schule für Banken, Versicherungen und Recht mit Beruflichem Gymnasium St. Pauli (BS11) in der Budapester Straße.

## Gebäude
Die von der Schule genutzten Gebäude befanden sich in Eimsbüttel. Im Gebäude des Wirtschaftsgymnasiums befand sich eine Cafeteria, die von den Winterhuder Werkstätten betrieben wurde. Es existierten Fachräume für Biologie, Chemie, Datenverarbeitung, Kunst, Musik und Darstellendes Spiel.

## Schulleben am Wirtschaftsgymnasium

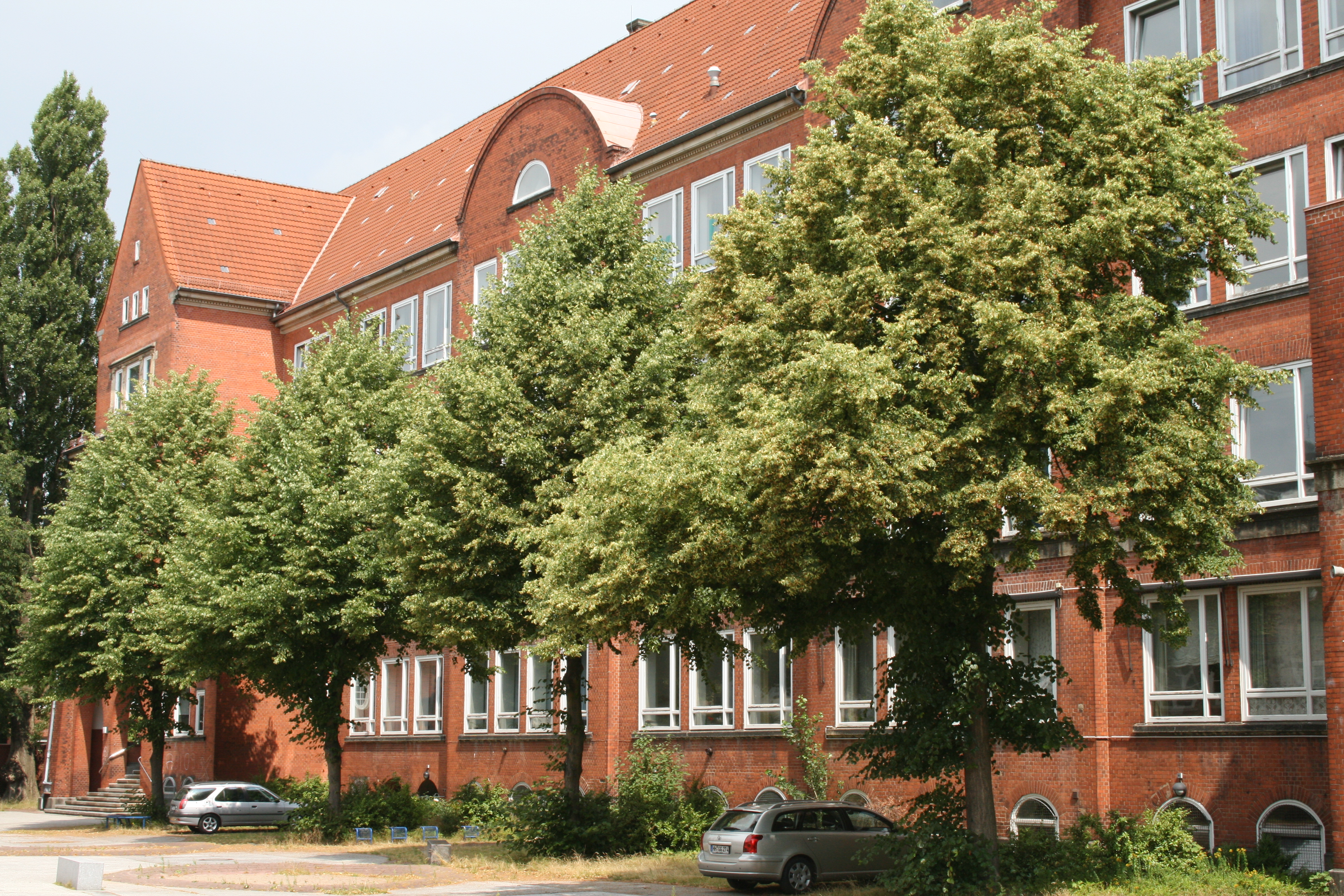
Altes Gebäude Wirtschaftsgymnasium

Der Unterricht fand überwiegend im festen Klassenverband statt. Das Profilfach der Oberstufe war Wirtschaft, so dass die Schüler vertiefte Grundkenntnisse in Betriebswirtschaftslehre und Volkswirtschaftslehre erwarben. Die Schule bot für diese Fächer in der 12. und 13. Klasse bilingualen Unterricht an. Schüler, die sich hierfür entschieden, absolvierten ihre Abiturprüfungen in den Fächern Betriebswirtschaftslehre und Volkswirtschaftslehre in englischer Sprache. Die hier erworbenen Kenntnisse wurden beim Erreichen des Abiturs zertifiziert.
Wirtschaftliche Zusammenhänge wurden durch Exkursionen, Einladungen von Experten und Praxisbezüge vertieft. Die meisten Lehrer waren Bank- bzw. Versicherungskaufleute und unterrichteten nicht nur im Wirtschaftsgymnasium, sondern auch in der angeschlossenen Berufsschule für Bankkaufleute. 
Durch Coaching-Gespräche sollten die Schüler in ihrer fachlichen und persönlichen Weiterentwicklung unterstützt werden. Zusätzlich konnte auf Wunsch ein Lerncoach um Unterstützung gebeten werden. Weiterhin war Mathecoaching in den 11. Klassen möglich. Die Schüler konnten sich über eine Nachhilfebörse weitere Unterstützung holen. In der zwölften Klasse fand ein Wintersportprojekt statt. Dieses führte in das Alpbachtal in Tirol. Darüber hinaus hatten die Schüler die Möglichkeit, an weiteren Projektfahrten teilzunehmen. Diese führten nach Barcelona, Berlin, Prag und Irland. In der zwölften Klasse fanden Projektwochen statt, an denen nicht nur die Projektfahrten, sondern auch Projekte mit Hamburg-Bezug angeboten wurden. Teile des Sportunterrichts fanden im nahe gelegenen Fitness-Studio „Kaifu-Lodge“ statt. Eine begrenzte Anzahl Schüler konnten am Freitagnachmittag ein offenes Sport-Angebot in der Kaifu-Lodge nutzen.

## Schulleben in der Berufsschule

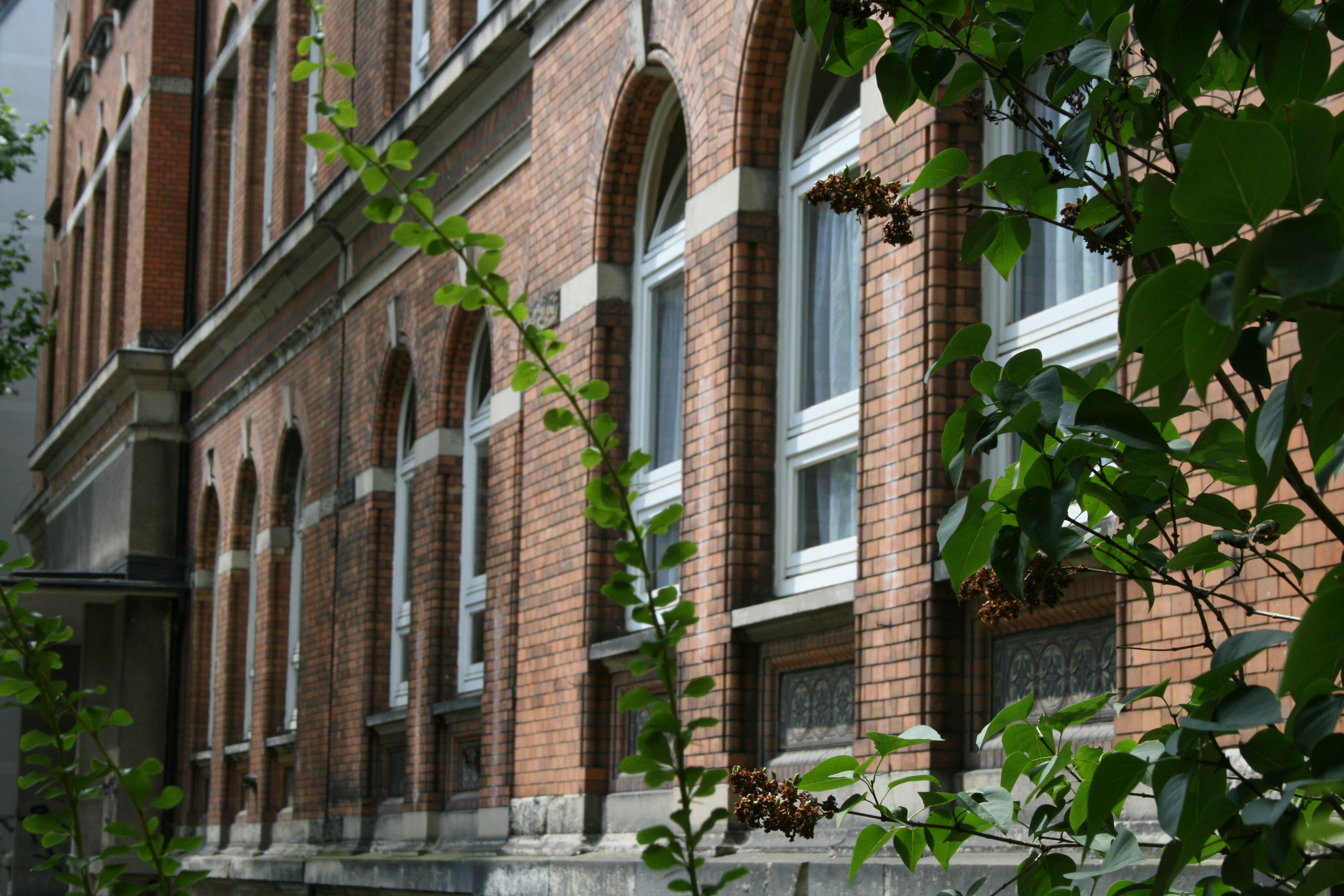
Altes Gebäude Berufsschule

Die Berufsschule wurde von den Auszubildenden zum Beruf des Bankkaufmann der Metropolregion Hamburg besucht.
Die Ausbildungszeit betrug je nach Ausbildungsvertrag mit dem ausbildenden Kreditinstitut zwei, zweieinhalb oder drei Jahre. Entsprechend absolvierten die Schüler vier, fünf oder sechs Berufsschulblöcke. Die Schüler erlangten vertiefte Kenntnisse in den Bereichen Bankwirtschaft, allgemeine Wirtschaft, Gesellschaft, Rechnungswesen und Englisch. In der Regel konnten sie während der Berufsschulzeit einen eigenen Schwerpunkt setzen. Hier bot die Schule unter anderem die Wahlbereiche Versicherungen, Finanzierung und Unternehmensführung an.
Für das Feedbackkonzept gewann die Schule 2010 den Schulpreis der Stadt Karlsruhe. Der Praxisbezug wurde durch Planspiele, eine starke Affinität zum Tagesgeschäft und Exkursionen an den Finanzplatz Frankfurt sichergestellt.